# Legionella brunensis
Espèce
Legionella brunensis est une espèce de bactéries gram-négatives de la famille des Legionellaceae.

## Historique
La souche type de cette espèce a été isolée à partir de prélèvement provenant de tours de refroidissement en Tchécoslovaquie. Elle est décrite en même temps que l'espèce Legionella moravica, elle-aussi isolée dans ce pays.

## Description
Les Legionella brunensis sont des bacilles gram-négatifs dont la croissance est possible sur milieu BCYE supplémenté en L-cystéine mais pas en l'absence de cet acide aminé

## Taxonomie
Le nom correct complet (avec auteur) de ce taxon est Legionella brunensis Wilkinson et al. 1989.
La souche type de cette espèce est la souche 441-1 déposée à l'ATCC sous le numéro ATCC 43878. 

### Étymologie
Les bactéries de l'espèce Legionella brunensis ayant été isolées à Brno, elles ont donc été nommées selon le nom de cette ville. L'étymologie du nom de cette espèce est la suivante : bru.nen’sis L. masc./fem. adj. brunensis, appartenant à Brno.